# John Mulaney
Ne doit pas être confondu avec John Mahoney.
John Edmund Mulaney, né le 26 août 1982 à Chicago, Illinois (États-Unis), est un humoriste, acteur, scénariste et producteur américain.

## Biographie
John Mulaney est né le 26 août 1982 à Chicago, Illinois (États-Unis).
Son arrière-grand-père George J. Bates (en), ainsi que le fils de celui-ci, William H. Bates (en), ont été membres républicains de la Chambre des représentants des États-Unis, respectivement de 1937 à 1949 et de 1950 à 1969.
Il est diagnostiqué TDAH,.

## Carrière
Il a été scénariste de l'émission Saturday Night Live de 2008 à 2013, où il a contribué à la création de nombreux sketches et personnages, dont Stefon, un personnage récurrent qu'il a co-créé avec Bill Hader. Depuis son départ de l'équipe de scénaristes, il y est retourné plusieurs fois en tant que présentateur.
Il est le créateur et l'acteur principal de la sitcom Mulaney, une série télévisée semi-autobiographique, diffusée sur la Fox.
Il a écrit et performé plusieurs spectacles de stand-up, dont The Top Part (2009), New in Town (2012), The Comeback Kid (2015), Kid Gorgeous (en) (2018), et Baby J (2023), et il a remporté le Primetime Emmy Award du meilleur scénario pour un programme spécial (en) pour ces deux derniers,,.
En 2019, il diffuse sur Netflix une émission musicale pour enfants appelée John Mulaney et les Kids. En 2024, il conçoit et anime six épisodes d'un talk show diffusé en direct sur Netflix qu'il baptise John Mulaney Presents: Everybody's in LA.
Il joue le personnage de George St. Geegland dans un duo comique avec Nick Kroll, et plus récemment dans Oh, Hello on Broadway (en) de septembre 2016 au début 2017.
Il prête également sa voix à Andrew Glouberman dans la série d'animation de Netflix Big Mouth.

### Vie privée
Le 5 juillet 2014, il a épousé l'artiste multimédia Annamarie Tendler (en). En mai 2021, la séparation de John et Tendler a été annoncée, Annamarie Tendler demandant le divorce en juillet de la même année. Le divorce a été finalisé en janvier 2022.
En septembre 2021, il a annoncé que lui et Olivia Munn, attendaient un enfant. Le 24 novembre 2021, ils accueillent leur premier enfant, un garçon, Malcolm Hiệp Mulaney. Ils se sont mariés en juillet 2024 à New York. En septembre 2024, leur deuxième enfant, Méi June Mulaney est née.

## Filmographie

### Cinéma
- 2018 : Spider-Man: New Generation (Spider-Man: Into the Spider-Verse) de Peter Ramsey, Bob Persichetti et Rodney Rothman : Peter Porker / Spider-Ham (voix)
- 2022 : Tic et Tac, les rangers du risque (Chip 'n Dale: Rescue Rangers) d'Akiva Schaffer : Tic (voix)
- 2022 : Le Chat potté 2 : La Dernière Quête : Jack Horner (voix)

### Télévision

#### Séries télévisées
- 2010 : Ugly Americans : Tony (voix)
- 2010 : Mayne Street : Dylan
- 2013 - 2015 : Kroll Show : George St. Geegland
- 2014 - 2015 : Mulaney : Lui-même
- 2015 - 2016 : The Jim Gaffigan Show :  Lui-même
- 2016 : Lady Dynamite : James Earl James
- 2016 : Comedy Bang! Bang! : George St. Geegland
- 2016 : Difficult People : Cecil Jellford
- 2017 - 2025 : Big Mouth : Andrew Glouberman / Détective Florez (voix)
- 2018 : Portlandia : George St. Geegland
- 2018 : Animals. : Olafur / Mackerel (voix)
- 2019 : Dickinson : Henry David Thoreau
- 2019 / 2022 : Les Simpson (The Simpsons) : Warburton Parker (voix)
- 2022 : Human Resources (en) : Andrew Glouberman (voix)
- 2023 / 2025 : The Bear : Stevie
- 2025 : Poker Face : Agent Daniel Clyde-Otis

### Scénariste
- 2008 - 2022 : Saturday Night Live (97 épisodes)
- 2014 - 2015 : Mulaney (13 épisodes)
- 2016 : Maya and Marty (6 épisodes)

### Producteur
- 2011 - 2012 : Saturday Night Live (22 épisodes)

#### Producteur exécutif
- 2014 - 2015 : Mulaney (13 épisodes)

#### Producteur consultant
- 2017 - 2025 : Big Mouth (81 épisodes)